# Ermita de San Joaquín (Aibar)

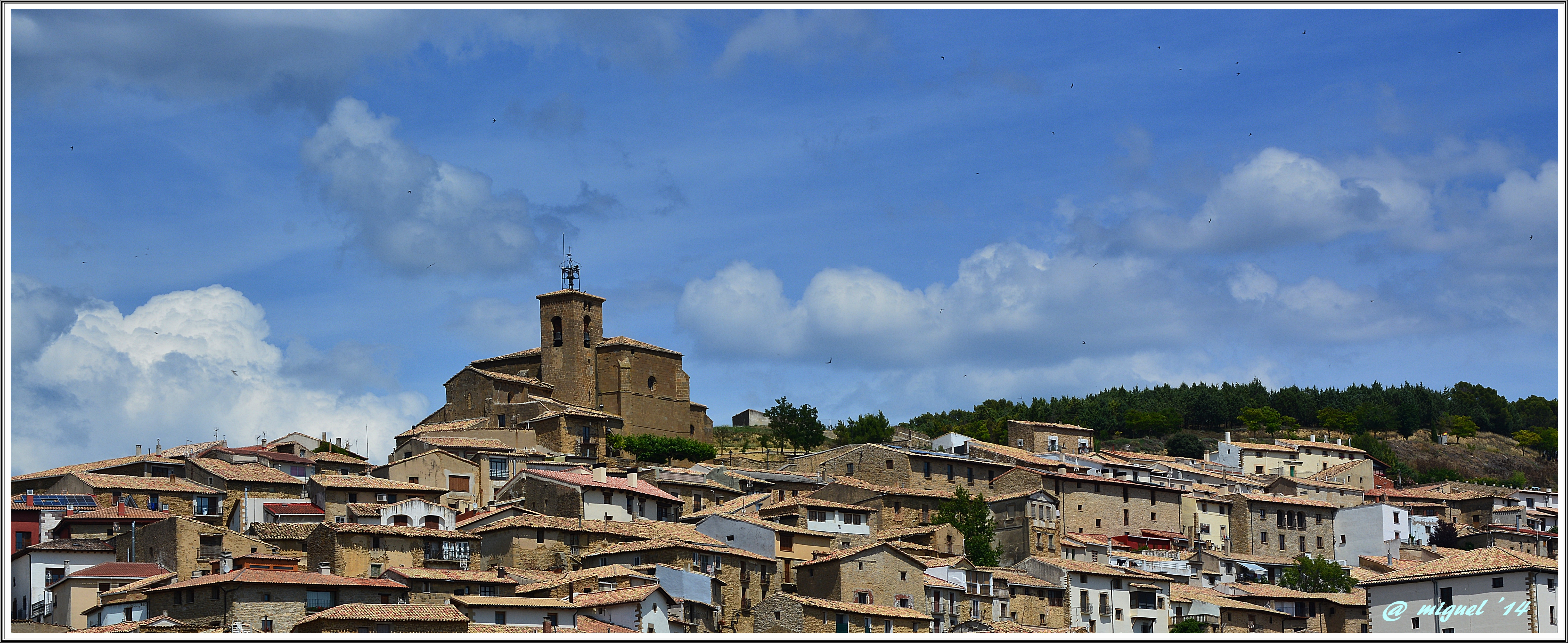
Aibar, Navarra.

La ermita de San Joaquín es una construcción del siglo XVIII situada dentro del casco urbano de Aibar (Navarra, España), en la calle Mayor número 13.

## Historia
Dentro del término municipal de Aibar se llegaron a contar «hasta veinte ermitas, de las que algunas son venerables nombres en la historia de Navarra.» En el siglo XVII se tiene noticia de que «Pedro de Uscarrés, beneficiado del pueblo, edificó dentro de Aibar y a sus expensas una basílica de San Joaquín, cuyo patronato se reservó.»

## Descripción
Presenta una planta de nave única dividida en cuatro tramos y con cabecera recta. 
Según describe el Catálogo Monumental de Navarra, la nave «está cubierta por una bóveda de lunetos jalonada por fajones muy planos que apean en ménsulas muy sencillas, a cuya altura corre una imposta lisa. Su exterior es de sillarejo con puerta de medio punto con dovelas de sillar y espadaña con campana a los pies sobre la fachada.»

### Presbiterio
El presbiterio está presidido por «un pequeño retablo de San Joaquín de estilo barroco de la primera mitad del siglo XVII enmarcado por columnas corintias de fuste estriado y pilastras. El remate está formado por un frontón roto de volutas con pirámide central. El lienzo de San Joaquín y Santa Ana enseñando a leer a la Virgen es de la época del retablo pero muy retocado. Hay dos tallas pequeñas de San Juan Bautista y San Antonio, barrocas de estilo popular.»